# جوائز الفلم الذهبي
جوائز الفيلم الذهبي، هي جائزة سنوية تحتفل بالإنجازات البارزة في التلفزيون والسينما الأفريقية. أقيمت النسخة الافتتاحية في 27 يونيو 2015 في قاعة الولائم الحكوميب، غاناو. في مايو 2016 ، تم الكشف عن نادية بواري كسفيرة للجائزة. استضافت أوتي نواتشوكو و سيلي جالي نسخة 2016 في 25 يونيو.

## التصنيفات
فيما يلي فئات حفل 2019:
- الفيلم الذهبي بشكل عام
- فيلم ذهبي قصير
- التصوير السينمائي الذهبي
- الممثل الذهبي (مسلسل تلفزيوني)
- الإكتشاف الذهبي
- محرر الصوت الذهبي
- الممثلة الذهبية (مسلسل تلفزيوني)
- الممثلة الذهبية (كوميديا)
- القصة الذهبية (كوميديا)
- القصة الذهبية (دراما)
- الكاتب الذهبي
- المخرج الذهبي
- ممثل مساعد ذهبي (كوميدي)
- موسيقى تصويرية ذهبية
- ممثل ذهبي (دراما)
- الممثلة الذهبية الداعمة (كوميديا)
- ممثل ذهبي (كوميدي)
- ممثل مساعد ذهبي (دراما)
- الممثلة الذهبية المساعدة (دراما)
- الممثلة الذهبية (دراما)
- مكياج ذهبي
- زي ذهبي
- المحرر الذهبي
- الرسوم المتحركة الذهبية
- إجمالي الذهبي (مسلسل تلفزيوني)
- أصلي ذهبي
- فيلم وثائقي ذهبي
- الذهبي الواعد
- مدير الفنون الذهبية

## روابط خارجية
- مقالات تستعمل روابط فنية بلا صلة مع ويكي بيانات